# Clearview (Ontario)
Clearview – gmina w Kanadzie, w prowincji Ontario, w hrabstwie Simcoe.
Powierzchnia Clearview to 557,32 km².
Według danych spisu powszechnego z roku 2001 Clearview liczy 13 796 mieszkańców (24,75 os./km²).